# اتوفنامات
اتوفنامات (به انگلیسی: Etofenamate) یک داروی ضدالتهاب غیراستروئیدی (NSAID) است که برای درمان دردهای مفصلی و عضلانی استفاده می‌شود. این دارو برای استفاده موضعی به شکل کرم، ژل یا اسپری موجود است.